# Santa Leocádia de Tamel
Santa Leocádia de Tamel is een plaats (freguesia) in de Portugese gemeente Barcelos en telt 768 inwoners (2001).

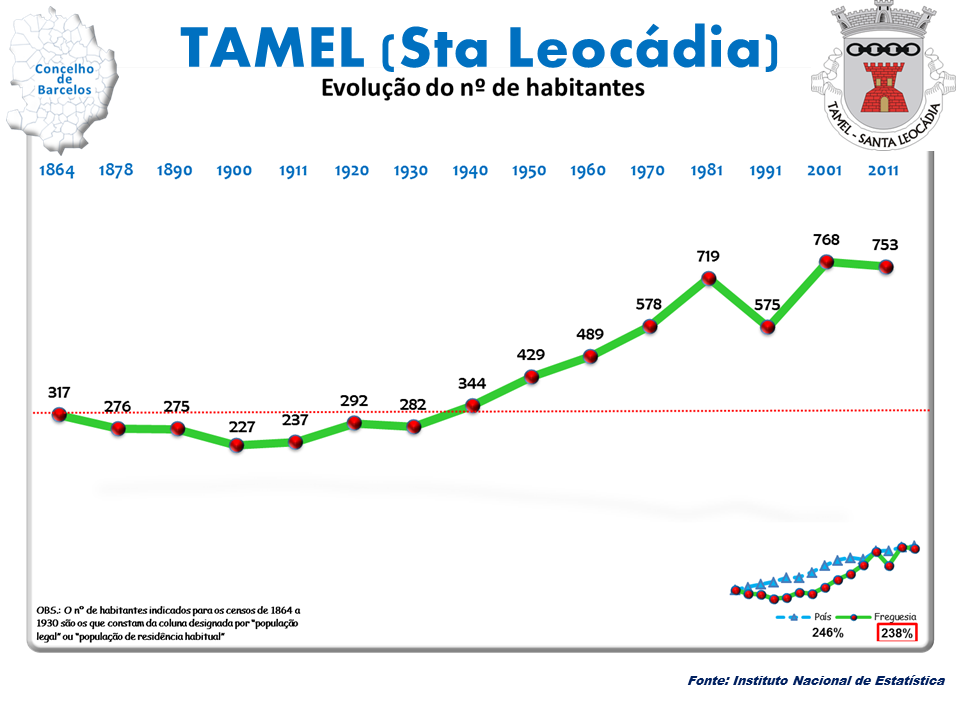
Bevolkingsontwikkeling tussen 1864 en 2011